# Curvy Supermodel – Echt. Schön. Kurvig
Curvy Supermodel – Echt. Schön. Kurvig. ist eine deutsche Castingshow des Senders RTL II in drei Staffeln.

## Konzept
Wie bei Heidi Klums Germany’s Next Topmodel müssen die Kandidatinnen Fotoshootings und Castings absolvieren und auf dem Laufsteg eine gute Figur abgeben.
2016 erhielt die Gewinnerin einen Vertrag bei der Agentur Mega Model Agency. Außerdem wurde sie „das neue Gesicht der Winterkampagne 2016“ des Modelabels Studio Untold von Ulla Popken. 2017 wurde die Siegerin das „Gesicht der Curvy Supermodel-Kollektion“ von Happy Size, erhielt die Hauptrolle in einem Werbespot der Firma, einen Exklusivvertrag bei der Agentur Pars von Peyman Amin und eine Reise nach New York City für zwei Personen.

## Jury
| Staffel | Juroren         | Juroren           | Juroren          | Juroren        | Jahr |
| ------- | --------------- | ----------------- | ---------------- | -------------- | ---- |
| 1       | Angelina Kirsch | Motsi Mabuse      | Harald Glööckler | Ted Linow      | 2016 |
| 2       | Angelina Kirsch | Jana Ina Zarrella | Peyman Amin      | Carlo Castro   | 2017 |
| 3       | Angelina Kirsch | Jana Ina Zarrella | Jan Kralitschka  | Oliver Tienken | 2018 |

## Staffel 1 (2016)

### Ablauf
Vom 5. Oktober bis zum 2. November 2016 wurden fünf Episoden ausgestrahlt. Aus 40 gezeigten Bewerberinnen – insgesamt hatten sich über 5000 Frauen beworben – wählte die Jury in der ersten Folge zehn Finalistinnen aus, die in die Model-Villa einzogen. In Folge 2 erfolgte ein Umstyling unter der Leitung des „Haar-Experten“ Eren Bektas. Danach präsentierten sich die Frauen in der Münchener Innenstadt in Unterwäsche, wobei ihre Körper mit positiven Bezeichnungen bemalt worden waren, vorwiegend jedoch mit Negativausdrücken, die sie sich früher gefallen lassen mussten. Sie wurden auf diese Weise Teil der BodyLove-Kampagne der Fotografin Silvana Denker. Zuletzt präsentierten die Kandidatinnen Brautkleider im Garten von Schloss Guttenburg, wonach zwei von ihnen ausschieden.
In Folge 3 übte Glööckler mit den Kandidatinnen den richtigen Auftritt für einen fiktiven Teleshopping-Sender. Ein vermeintliches Probeshooting entpuppte sich als echtes Casting des Plus-Size-Versandhauses Happy Size. Dessen Kampagne vertreten Céline Denefleh und Michaela Pieterek. Es folgte ein Laufsteg-Training unter Ted Linow. Im Entscheidungswalk präsentierten die Frauen Dessous, die Jury nahm eine weitere Kandidatin aus dem Wettbewerb.
Folge 4 begann mit einem Casting für eine Jeans-Kampagne des Plus-Size-Labels sheego, zu dem sich die Kandidatinnen in einer Kombination aus Jeans und weißem Oberteil präsentierten. Den Job ergatterte erneut Céline Denefleh. Für einen Werbedreh mit einem Male-Model auf Ibiza erhielten die Modelaspirantinnen vorab ein Teaching. Einen Foto-Job für KiK teilten sich Fabienne Klamandt und Aurelie Ceauty, erstere kam auf das Prospektcover. Eine Quick-Change-Challenge verbunden mit der Darstellung von Freude, Wut und Trauer bildete das abschließende Kriterium für die Jury zur Verabschiedung zweier weiterer Kandidatinnen.
Folge 5 begann mit dem Kampagnenshooting für Studio Untold. Anschließend mussten die Modelaspirantinnen in einem Prinzessinnenoutfit die Aufmerksamkeit von Kindern im Disneyland Paris erregen. In diesem Kostüm gab es erneut ein Shooting. Vor dem Finale mit drei Kandidatinnen erklärte Aurelie Ceauty der Jury, dass sie dem Modeln nichts abgewinne; die Jury nahm als zweite Kandidatin Polina Kudina aus dem Rennen. Die finalen Walks waren in einem „rockigen“ Outfit mit Lederjacke und in einem Abendkleid zu absolvieren, danach wurde Céline Denefleh zur Siegerin erklärt.

### Teilnehmerinnen
| 0Endrundenteilnehmerinnen*                                                                                           | 0Endrundenteilnehmerinnen* | 0Endrundenteilnehmerinnen* | 0Endrundenteilnehmerinnen* | 0Endrundenteilnehmerinnen* | 0Endrundenteilnehmerinnen* | 0Endrundenteilnehmerinnen*                                                      | 0Endrundenteilnehmerinnen* |
| Platz | Name                       | Alter                      | Wohnort                    | Größe                      | Maße                       | Beruf, Anmerkungen                                                              |                            |
| --- | -------------------------- | -------------------------- | -------------------------- | -------------------------- | -------------------------- | ------------------------------------------------------------------------------- | -------------------------- |
| 1 | Céline Denefleh            | 23                         | Mannheim                   | 171 cm                     | 100-82-108                 | Industriekauffrau, Sängerin, 11. Platz bei Deutschland sucht den Superstar 2010 |                            |
| 2 | Fabienne Klamandt          | 20                         | Remchingen-Wilferdingen    | 178 cm                     | 104-83-108                 | Studentin (Lehramt Gymnasium)                                                   |                            |
| 3 | Michaela Pieterek          | 25                         | Melsungen                  | 178 cm                     | 112-89-104                 | Sachbearbeiterin                                                                |                            |
| 4 | Polina Kudina              | 22                         | Köln                       | 176 cm                     | 099-77-100                 | Studentin (Retail Management im Fashion-Bereich), Model                         |                            |
| 5** | Aurelie Ceauty             | 17                         | Köln                       | 185 cm                     | 109-84-113                 | Schülerin                                                                       |                            |
| 6 | Chethrin Schulze           | 24                         | Berlin                     | 177 cm                     | 099-78-110                 | Kellnerin und Erotik-Model                                                      |                            |
| 6 | Samira                     | 25                         | Glonn                      | 178 cm                     | 101-85-115                 | Bürokauffrau                                                                    |                            |
| 8 | Stella Sieger              | 24                         | Vaterstetten               | 175 cm                     | 102-80-115                 | Schauspielerin, Plus-Size-Model, Kellnerin                                      |                            |
| 9 | Feenja                     | 17                         | Schwerin                   | 176 cm                     | 102-81-105                 | Schülerin                                                                       |                            |
| 9 | Julia                      | 24                         | Erdweg                     | 174 cm                     | 100-83-98                  | Studentin (Tourismusmanagement)                                                 |                            |
| * Stand der Angaben zu den Teilnehmerinnen: Beginn der ersten Sendung ** Stieg in der finalen Episode freiwillig aus |                            |                            |                            |                            |                            |                                                                                 |                            |

## Staffel 2 (2017)

### Ablauf
Die zweite Staffel mit sieben Episoden wurde vom 17. Juli bis 28. August 2017 ausgestrahlt. In den ersten beiden Episoden wurde, jeweils beginnend mit einem anfänglichen „Massencasting“ auf der Galopprennbahn Riem, bei dem jeder der Juroren 15 „Golden Tickets“ vergab, das Weiterkommen einiger Kandidatinnen gezeigt. Nach dem gemeinsamen Schaulaufen auf der Pferderennbahn hatten sich die 60 auserwählten Modelaspirantinnen einzeln vor den Juroren zu bewegen und benötigten drei Zustimmungen von ihnen für ein Weiterkommen in den „Recall“.
Die dortige Aufgabe war, sich zu viert oder fünft in einer überdimensionalen Pralinenschachtel als „Pralinen“ zu präsentieren. Anhand der entstandenen Fotos wählte die Jury 30 Kandidatinnen aus. Diese hatten am Ende der 2. Episode vor dem Hintergrund eines barocken Schlosses eine Stunde lang weiß bemalt als Marmorstatue zu posieren.
Die 3. Episode zeigte ein „Shooting Battle“ mit einem Male-Model unter dem Thema „Zwei Prinzessinnen kämpfen um einen König“, wonach eine Kandidatin einen Job für eine Modestrecke in der Frauenzeitschrift Joy erhielt und fünf andere ausschieden. Ein „Battle Walk“ in einem Schlosssaal bedeutete für neun weitere Bewerberinnen das Aus. In Episode 4 verabschiedete die Jury nach dem haarverändernden Umstyling und einem Lauf in Unterwäsche eine Kandidatin und weitere zwei nach einem „Quick Change-Walk“. Dabei mussten sich die Frauen in drei Fünfergruppen zwischen zwei Läufen in einer Stretch-Limousine umziehen.
In Episode 5 im Kurhaus Göggingen standen 13 Tänzer für ein „Dirty Dancing“ zur Verfügung, in dem die Modelaspirantinnen in freier Choreografie ihre Kurven einzusetzen hatten – für eine Kandidatin war dies das Aus, für zwei weitere ein folgendes fiktives Wäsche-Shooting, in dem in einem abzulegenden Negligé und Dessous ein männliches Model zu küssen war. In Episode 6 mussten sich nach einem Bikiniwalk drei Frauen aus den Top Ten verabschieden, nach einem Nacktshooting mit einer Fotografin, bei dem die männlichen Juroren nicht anwesend waren, weitere zwei. In Episode 7 schied nach einem Fotoshooting eine der fünf Finalistinnen aus, und nachdem die Jury Aufzeichnungen eines Werbespotdrehs angesehen hatte, eine weitere. Nach einem Walk mit dreimaligem Kostümwechsel erklärte die Jury die 24-jährige, 176 cm große Kölnerin Hanna Wilperath zur Siegerin.

### Sonstiges
- Im Vorfeld wurden Werbeplakate mit zehn Teilnehmerinnen der ersten Staffel, die ihre unbekleideten Brüste mit den Händen verdecken, von der Deutschen Bahn abgelehnt.[10] Für deren Werbeflächen produzierte RTL II ein neues Plakat.[11]
- Direkt nach den ersten drei Episoden wurde neu, 30-minütig und mit Hintergrundberichten Curvy Supermodel – Das Magazin unter Moderation von Sarah Lombardi ausgestrahlt.[12] Lombardi wirkte in den beiden ersten Folgen auch als Beraterin der Kandidatinnen mit.

## Staffel 3 (2018)

### Ablauf
Die dritte Staffel mit erneut sieben Episoden wurde vom 26. Juli bis 6. September 2018 ausgestrahlt. In Episode 5 hatten die Kandidatinnen im Düsseldorfer Schauspielhaus unter dem Motto Moulin Rouge als Showgirls ein Fotoshooting und einen Walk zu absolvieren. Dabei wurden fünf von ihnen für einen ersten Job, einen Videoclip der Firma Happy Size, ausgewählt. Eine Kandidatin stieg anschließend freiwillig aus. Nach einem Social-Media-Training mit dem Curvy-Model Sarina Nowak mussten die Kandidatinnen mit einem männlichen Model nach eigener Choreographie Verliebtheit darstellen. Zwei Modelaspirantinnen hatten nach dem Jurorenurteil die Show zu verlassen, so dass sich das Kandidatinnenfeld in dieser Folge um drei auf neun Mitstreiterinnen lichtete.
Episode 6 setzte sich in Andalusien fort. Nach einem Quick-Change am Strand wurden zwei Teilnehmerinnen verabschiedet, ehe an gleicher Stelle ein Nacktshooting mit weißem Tuch zu absolvieren war, gefolgt von einem Walk im Flamenco-Kostüm an einem öffentlichen Platz. Zwei weitere Teilnehmerinnen lösten die beiden Aufgaben am wenigsten überzeugend und schieden aus. Siegerin der Show wurde die 18-jährige Ines Dahmen aus Köln.

## Kritiken
„Wahre Geschichten von authentischen Kandidatinnen sind die Stärke von ‚Curvy Supermodel‘. […] Der größte Schwachpunkt der Show liegt aber im offenbar ungeschriebenen Gesetz, keine Kritik zu üben und immer sehr milde mit den Kandidatinnen zu sein. So wird für den Zuschauer nicht klar, nach welchen Kriterien die Jury nun entschieden hat und das macht ‚Curvy Supermodel‘ zu einer Art Wohlfühl-TV, das der geneigte Zuschauer in dieser Form vielleicht nicht bei RTL II erwarten würde.“

„[...] Man würde die gesamte Jury gerne zu einer ‚dickdickDICK!‘-Urschrei-Therapie zwangsverfrachten, so penetrant euphemisierend werden die Körper der Kandidatinnen als ‚curvy‘ umschrieben […]“